# Gobliiins
Gobliiins je herní série dobrodružného žánru vytvořená firmou Coktel Vision (později Sierra Entertainment) na začátku 90. let pro platformy Amiga, Atari ST, PC a Mac. Oproti klasickým adventurám ovládá hráč v Gobliiins více postaviček, z nichž každá disponuje určitou dovedností. 
Hra byla následovaná čtyřmi pokračováními. K charakteristickému vzhledu série nejvíce přispěl Pierre Gilhodes, francouzský umělec, jehož styl byl použit i v další hře od Coktel Vision: Woodruff and the Schnibble of Azimuth.

## Hry
- Gobliiins – Amiga, Atari ST, DOS, Macintosh (1991), iOS (2010), Android (2014)
- Gobliins 2: The Prince Buffoon – Amiga, Atari ST, DOS, Windows 3.1x (1992), iOS (2010), Android (2014)
- Goblins Quest 3 – Amiga, DOS (1993), iOS (2010), Android (2014)
- Gobliiins 4 – Windows (2009)
- Gobliiins 5: The Morgloton Invasion – Windows (2023)

Zatímco v prvních třech dílech je použita kreslená grafika, čtvrtý díl je trojrozměrný a pátý se vrací zpět ke svým 2D kresleným kořenům. První tři PC verze využívají rozlišení 320x200 s 256 barvami. Pouze disketová verze prvního dílu měla jen 16 barev a neobsahovala hudbu ani mluvené slovo, CD verze také zcenzurovala zobrazení nahé ženy ve 13. levelu.
Zajímavostí jednotlivých dílů série je počet „i“ v názvu hry, který odpovídá počtu hlavních postav ve hře. Hra Goblins 3 byla přejmenovaná po odkupu Coktel Vision společností Sierra pro Severní Ameriku na Goblins Quest 3, aby se jméno sladilo s jejich dalšími sériemi Questů (King's Quest, Police Quest, Space Quest, Hero's Quest, Quest for Glory a EcoQuest).
V roce 2009 byl vydaný společností CD Projekt titul Gobliiins 4 Platinová edice, který obsahoval všechny předchozí díly s úpravou pro novější systémy Windows. Všechny starší hry na DVD disku byly přeloženy z původní angličtiny a francouzštiny do češtiny, polštiny a maďarštiny. V jiných edicích vyšla hra přeložená také do španělštiny, němčiny, ruštiny a italštiny.
Společnost Dotemu vydala v roce 2010 první tři díly jako Gobliiins Trilogy na mobilní zařízení iOS a v roce 2014 na Android.
Pátý díl byl vydán v květnu 2023 na Itch.io a v červenci 2023 na Steamu.

## Příběh a hratelnost
Tři goblini: technik Oups, bojovník Asgard a kouzelník Ignatius (v americké verzi technik Dwayne, bojovník BoBo a kouzelník Hooter) se pokoušejí pomoci svému králi Angoulafre, který se za záhadných okolností zbláznil. Setkají se s čarodějem Niakem, který požaduje k vyléčení krále tři předměty. Po získání předmětů se však ukáže, že Niak je ten, kdo může za šílenství krále a zmanipuloval gobliny. Goblini musí uprchnout z Niakova doupěte a zachránit krále tím, že zničí voodoo panenku, která ho přiváděla k šílenství, porazit Niaka a vyléčit krále. Hra obsahuje 18 různých úrovní a čtyřikrát navštívíme stejné. Postavy mají společný indikátor zdraví, po jehož vyčerpání nastane konec hry.
V druhém díle jsou dva goblini Fingus (dobře vychovaný, inteligentní, ale plachý) a Winkle (silný, ale nepříjemný a hloupý) posláni, aby zachránili syna krále Angoulafre, prince Buffoona, který byl unesen zlým démonem Amoniakem. Vylepšila se grafika i zvuky. Hra obsahuje 23 různých úrovní, je také nutné se do některých místností vrátit. Oba goblini nyní mohou dostávat rozkazy současně a nemohou zemřít. 
V Goblins 3 už jen jedna hlavní postava, ovládat však jde i jiné vedlejší postavy (papoušek Chump, princezna Wynnona, kouzelník Ooya, had Fulbert a blecha Bizoo). Syn krále Angoulafre, princ Blount se dal na dráhu reportéra, vyšetřuje konflikt mezi dvěma královstvími a je na misi najít a udělat interview s královnou Xinou a králem Boddem. Blount je na začátku hry sežrán vlkem a po útěku z posmrtného života se v noci proměňuje na vlkodlaka. Hra obsahuje 18 různých širokých posunovacích obrazovek a znovu se musíme do některých vrátit.
Ve čtvrtém díle chtějí tři goblini: detektiv Tchoup, kouzelník Perluis a bojovník Stucco pomoci králi Balderonovi najít jeho ztraceného domácího mazlíčka Ririho. Hra je ve 3D, ale princip zůstal stejný. Hra obsahuje 16 levelů.
V pátém díle řeší goblini Oups, Asgard a Ignatius tajemství kouzla, které proměňuje postavy v antropomorfní brambory. Grafika se vrací zpět ke kreslenému 2D prostředí, hra obsahuje 16 levelů.

## Hodnocení
Hra Gobliiins byla hodnocena časopisem Score 90 %. Hra Goblins 3 získala v časopisu Score 80 %, Excalibur  90 % a Bit 90 %.
| Titul                          | Hodnocení         |
| ------------------------------ | ----------------- |
| Gobliiins                      | 73 % (33 recenzí) |
| Gobliins 2: The Prince Buffoon | 76 % (27 recenzí) |
| Goblins 3                      | 80 % (23 recenzí) |
| Gobliiins 4                    | 64 % (22 recenzí) |